# Kanton Balleroy
Der Kanton Balleroy war von 1790 bis 2015 ein französischer Wahlkreis im Département Calvados und in der damaligen Region Basse-Normandie. Er umfasste 22 Gemeinden im Arrondissement Bayeux; sein Hauptort (frz.: chef-lieu) war Balleroy. Die landesweiten Änderungen in der Zusammensetzung der Kantone brachten im März 2015 seine Auflösung. Vertreter im Generalrat des Départements (Conseiller général) war zuletzt seit 1994 Michel Granger (DVD).

## Geschichte
Der Kanton wurde am 4. März 1790 im Zuge der Einrichtung der Départements als Teil des damaligen „District de Bayeux“ gegründet. Mit der Schaffung der Arrondissements am 17. Februar 1800 wurde der Kanton als Teil des damaligen Arrondissements Bayeux neu zugeschnitten.

## Gemeinden
| Gemeinde               | Einwohner Jahr | Fläche km² | Bevölkerungsdichte | Code INSEE | Postleitzahl |
| ---------------------- | -------------- | ---------- | ------------------ | ---------- | ------------ |
| Balleroy-sur-Drôme     | 1.434 (2013)   | 4,23       | 339 Einw./km²      | 14035      | 14490        |
| La Bazoque             | 171 (2013)     | 10,14      | 17 Einw./km²       | 14050      | 14490        |
| Bucéels                | 360 (2013)     | 4,84       | 74 Einw./km²       | 14111      | 14250        |
| Cahagnolles            | 256 (2013)     | 7,17       | 36 Einw./km²       | 14121      | 14490        |
| Campigny               | 194 (2013)     | 5,61       | 35 Einw./km²       | 14130      | 14490        |
| Castillon              | 332 (2013)     | 11,02      | 30 Einw./km²       | 14140      | 14490        |
| Chouain                | 219 (2013)     | 3,15       | 70 Einw./km²       | 14159      | 14250        |
| Condé-sur-Seulles      | 280 (2013)     | 2,44       | 115 Einw./km²      | 14175      | 14400        |
| Ellon                  | 476 (2013)     | 6,73       | 71 Einw./km²       | 14236      | 14250        |
| Juaye-Mondaye          | 671 (2013)     | 16,12      | 42 Einw./km²       | 14346      | 14250        |
| Lingèvres              | 483 (2013)     | 14,46      | 33 Einw./km²       | 14364      | 14250        |
| Litteau                | 270 (2013)     | 6,94       | 39 Einw./km²       | 14369      | 14490        |
| Le Molay-Littry        | 3.093 (2013)   | 27,12      | 114 Einw./km²      | 14370      | 14330        |
| Montfiquet             | 89 (2013)      | 19,54      | 5 Einw./km²        | 14445      | 14490        |
| Noron-la-Poterie       | 374 (2013)     | 3,01       | 124 Einw./km²      | 14468      | 14490        |
| Planquery              | 218 (2013)     | 14,37      | 15 Einw./km²       | 14506      | 14490        |
| Saint-Martin-de-Blagny | 130 (2013)     | 8,89       | 15 Einw./km²       | 14622      | 14710        |
| Saint-Paul-du-Vernay   | 778 (2013)     | 15,13      | 51 Einw./km²       | 14643      | 14490        |
| Tournières             | 160 (2013)     | 3,41       | 47 Einw./km²       | 14705      | 14330        |
| Le Tronquay            | 766 (2013)     | 13,07      | 59 Einw./km²       | 14714      | 14490        |
| Trungy                 | 229 (2013)     | 7,07       | 32 Einw./km²       | 14716      | 14490        |
| Vaubadon               | 438 (2013)     | 7,54       | 58 Einw./km²       | 14727      | 14490        |

## Bevölkerungsentwicklung
| 1962 | 1968 | 1975 | 1982 | 1990 | 1999 | 2006   | 2011   |
| ---- | ---- | ---- | ---- | ---- | ---- | ------ | ------ |
| 9113 | 8784 | 8405 | 8734 | 9055 | 9455 | 10.040 | 10.826 |